# 捷利別斯河
捷利別斯河是俄羅斯的河流，屬於蒙德巴什河的右支流，由科麥羅沃州負責管轄，河道全長80公里，流域面積1,120平方公里，河水主要來自雨水和融雪，每年十一月至翌年四月結冰。